# Karl Landsteiner
Karl Landsteiner, né le 14 juin 1868 à Baden (Autriche-Hongrie) et mort le 26 juin 1943  à New York (États-Unis), est un biologiste et médecin autrichien. On lui doit d'avoir distingué les premiers groupes sanguins en 1900, découverte qui aboutit au premier système de classement de ces groupes, le système ABO. En 1909, il découvre avec Constantin Levaditi et Erwin Popper le poliovirus. Pour sa découverte des groupes sanguins, il est lauréat du prix Nobel de physiologie ou médecine de 1930. En 1940, il découvre avec Alexander Solomon Wiener le facteur Rhésus qui permettra de réaliser des transfusions sanguines de plus en plus sûres pour les receveurs.

## Biographie

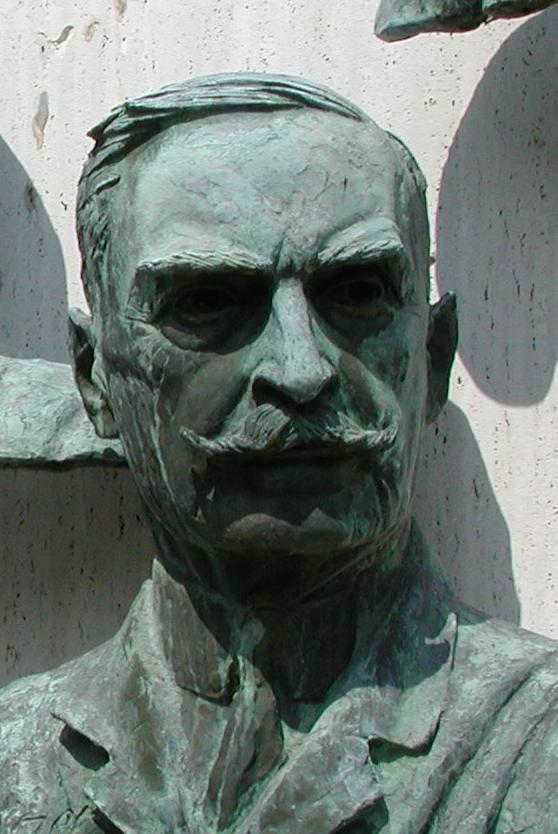
Bronze de Karl Landsteiner.

Il est le fils de Leopold Landsteiner (1818–1875), un journaliste renommé et éditeur de revues, ainsi que juriste. Son père meurt lorsqu'il a 6 ans, il est élevé de manière fusionnelle par sa mère, Fanny Hess qui meurt en 1908 (il lui fera ériger une pierre tombale colossale dans le cimetière central de Vienne et aurait gardé son masque funéraire dans sa chambre jusqu'à la fin de sa vie). En 1891, il obtient un diplôme de médecine à l'université de Vienne. Comme il a étudié chez Emil Fisher et d'autres, il a également une solide formation en chimie médicale.
Entre 1896 et 1907 il est assistant du directeur de l'institut pathologique de Vienne Anton Weichselbaum (en). Pendant cette période il gagne sa vie principalement en réalisant plus de 3 600 autopsies. Il devient en 1908 professeur de pathologie dans cette université et prosecteur au Wilhelminenspital (Grand Hôpital) de Vienne. Sa découverte des premiers groupes sanguins par la réaction d'hémagglutination en 1900, publiée dans une revue allemande, reste relativement inaperçue. Cette découverte aboutit en 1909 au système moderne de classification des groupes sanguins, le système ABO.
En 1916, il épouse Helen Wlasto (1880-1943) et se convertit à cette occasion au catholicisme. Le couple a un fils baptisé Ernst Karl le 8 avril 1917 et qui deviendra chirurgien dans la ville de Providence. 
À la suite de la Première Guerre mondiale, il quitte l'Autriche pour les Pays-Bas en 1919. Le concept d'antigène est complété par celui de l'immunochimie des haptènes qu'il propose en 1921. En 1923, il rejoint l'Institut Rockefeller (Rockefeller Institute for Medical Research) à New York où il restera toute sa vie (même après sa retraite en 1939). En 1929, il devient citoyen américain. En 1930, il est lauréat du prix Nobel de physiologie ou médecine « pour sa découverte des groupes sanguins chez l'humain ».
En 1940, en collaboration avec Alexander Wiener, il identifie le facteur Rhésus, responsable de la maladie hémolytique du nouveau-né. Landsteiner est devenu membre étranger de la Royal Society, qui est l'équivalent britannique de l'Académie des sciences française, le 29 mars 1941.
Homme taciturne, éternel insatisfait ayant pour seule passion le piano, Karl Landsteiner porte plainte en 1937 contre sa mention dans le Who's Who in American Jewry : « […] mon fils a maintenant 19 ans, et il ignore totalement qu'il a des ancêtres juifs » argumenta-t-il, « Le découvrir dans un livre serait pour lui un choc et une humiliation […] ». La publicité donnée à sa plainte fit que tout le monde aux États-Unis apprit qu'il était un juif converti.
Il meurt d'une attaque cardiaque qui l'a surpris alors qu'il travaillait dans son laboratoire, la légende voulant qu'il soit mort affalé sur sa paillasse ; en réalité après son malaise cardiaque, il est transporté chez lui et meurt à l'hôpital deux jours plus tard. Son épouse, morte en décembre de la même année, et lui sont enterrés côte à côte sous une simple pierre tombale dans un cimetière de l'île de Nantucket.

## Postérité
Le syndrome de Donath-Landsteiner (en) est une anémie hémolytique dont Karl Landsteiner et le clinicien Julius Donath (1870-1960) montrent en 1904 qu'elle est liée à la présence d'auto-anticorps.
Depuis 1973, un « prix Avery-Landsteiner (de) » est décerné aux scientifiques réalisant de grandes découvertes sur les groupes sanguins.
La date du 14 juin, jour de la naissance de Karl Landsteiner, a été choisie pour célébrer la journée internationale du don de sang. L'Établissement français du sang profite de cet anniversaire pour communiquer davantage autour de ce geste, aujourd'hui encore irremplaçable.